# Benjamin Howland
Benjamin Howland (Tiverton, 1755. július 27. – Tiverton, 1821. május 1.) az Amerikai Egyesült Államok szenátora (Rhode Island, 1804–1809).